# Flakpanzer I

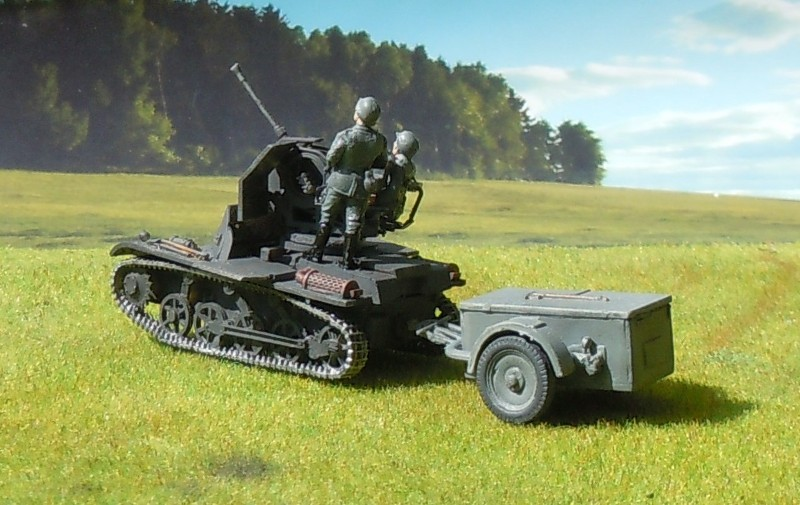
Modèle réduit d'un Flakpanzer I.

Le Flakpanzer I (Sd.Kfz 101[réf. nécessaire]) est un véhicule blindé allemand de la Seconde Guerre mondiale destiné à la lutte antiaérienne.

## Description
Il s'agit d'un Panzerkampfwagen I dont la tourelle a été remplacée par un 2 cm Flak 38 (L/112.5).

## Historique
En 1941, le Panzer I ne peut plus être considéré comme un char de combat, et son châssis est récupéré pour développer différents blindés, comme le véhicule de défense antiaérienne.
Le service des armements passe alors commande à Alkett et Daimler-Benz d'un blindé armé d'un canon Flak 38 de 2 cm monté sur un châssis de Panzer I Ausf.A, plus précisément un Munitionsschlepper I Ausf.A, un blindé de transport de munitions.
Une fois la tourelle, une partie du blindage de proue et la plage-moteur ôtées, une pièce monotube de 2 cm est installée avec son bouclier. Pour que le pilote puisse accéder au poste de conduite, l'arme est légèrement décalée sur la droite, mais l'ergonomie ne sera pas le point fort du petit blindé. Afin de gagner de la place, le blindage frontal est avancé de 18 cm, et des panneaux métalliques rabattables sont installés sur les côtés de façon à créer une plateforme pour les cinq servants.
Une caisse fixée sur l'arrière accueille les tubes de rechange. Quelques obus de 2 cm sont stockés derrière le siège du conducteur, mais le volume restreint impose la présence d'une remorque à munitions.
Les Flakpanzer I sont déployés au sein du Flak-Abteilung 614, unité qui sera détruite lors de la bataille de Stalingrad au début de l'année 1943.